# Transplatin
trans-Dichlorodiammineplatinum(II) là đồng phân dạng trans của phức chất với công thức trans-PtCl2(NH3)2, đôi khi được gọi là transplatin. Nó là một chất rắn màu vàng có độ hòa tan thấp trong nước nhưng độ hòa tan tốt trong DMF. Sự tồn tại của hai đồng phân của PtCl2(NH3)2 đã dẫn Alfred Werner đề xuất hình học phân tử phẳng vuông. Nó thuộc nhóm đối xứng phân tử D2h. Đồng phân dạng cis của nó là Cisplatin.

## Điều chế
Transplatin được điều chế từ platin chloride và amonia với nhiệt độ khoảng 230 độ C.
| + 12{\displaystyle \longrightarrow } 6 {\displaystyle {\ce {Pt6Cl12 + 12NH3 -> 6(NH3)2PtCl2}}} |
| ---------------------------------------------------------------------------------------------- |